# Lhommeia cinnamomaria
Lhommeia cinnamomaria är en fjärilsart som beskrevs av Rothschild 1914. Lhommeia cinnamomaria ingår i släktet Lhommeia och familjen mätare. Inga underarter finns listade i Catalogue of Life.